# Saison 1978-1979 des Celtics de Boston
La saison 1978-1979 des Celtics de Boston est la 33e saison de la franchise américaine de la National Basketball Association (NBA).

## Draft
| Tour | Rang | Joueur           | Position | Nationalité | Provenance     |
| ---- | ---- | ---------------- | -------- | ----------- | -------------- |
| 1    | 6    | Larry Bird       | SF/PF    | États-Unis  | Indiana State  |
| 1    | 8    | Freeman Williams | G/F      | États-Unis  | Portland State |
| 2    | 30   | Jeff Judkins     | G/F      | États-Unis  | Utah           |

## Classements de la saison régulière
| Conférence Est | Conférence Est              | Conférence Est | Conférence Est | Conférence Est |
| No             | Franchise                   | Vic.           | Déf.           | PCT            |
| -------------- | --------------------------- | -------------- | -------------- | -------------- |
| 1              | Bullets de Washington       | 54             | 28             | 65.9           |
| 2              | Spurs de San Antonio        | 48             | 34             | 58.5           |
| 3              | 76ers de Philadelphie       | 47             | 35             | 57.3           |
| 4              | Rockets de Houston          | 47             | 35             | 57.3           |
| 5              | Hawks d'Atlanta             | 46             | 36             | 56.1           |
| 6              | Nets du New Jersey          | 37             | 45             | 45.1           |
|                |                             |                |                |                |
| 7              | Knicks de New York          | 31             | 51             | 37.8           |
| 8              | Cavaliers de Cleveland      | 30             | 56             | 36.6           |
| 8              | Pistons de Détroit          | 30             | 52             | 36.6           |
| 10             | Celtics de Boston           | 29             | 53             | 35.4           |
| 11             | Jazz de La Nouvelle-Orléans | 26             | 56             | 31.7           |

| Division Atlantique   | V  | D  | PCT  | GB |
| --------------------- | -- | -- | ---- | -- |
| Bullets de Washington | 54 | 28 | 65.9 | -  |
| 76ers de Philadelphie | 47 | 35 | 57.3 | 7  |
| Nets du New Jersey    | 37 | 45 | 45.1 | 17 |
| Knicks de New York    | 31 | 51 | 37.8 | 23 |
| Celtics de Boston     | 29 | 53 | 35.4 | 25 |

## Effectif
| Numéro | Joueur          | Position | Provenance                          |
| ------ | --------------- | -------- | ----------------------------------- |
| 7      | Tiny Archibald  | PG       | Texas-El Paso                       |
| 10     | Jo Jo White     | PG       | Kansas                              |
| 11     | Bob McAdoo      | C        | UNC                                 |
| 12     | Don Chaney      | SG       | Houston                             |
| 18     | Dave Cowens     | C        | Florida State                       |
| 27     | Kevin Stacom    | SG       | Holy Cross, Providence              |
| 27     | Marvin Barnes   | PF       | Providence                          |
| 30     | Cedric Maxwell  | SF       | UNC Charlotte                       |
| 32     | Jeff Judkins    | SF       | Utah                                |
| 34     | Dennis Awtrey   | C        | Santa Clara                         |
| 35     | Billy Knight    | SF       | Pitt                                |
| 35     | Tom Barker      | C        | Hawaii                              |
| 41     | Curtis Rowe     | PF       | UCLA                                |
| 42     | Chris Ford      | SG       | Villanova                           |
| 43     | Earl Tatum      | SG       | Marquette                           |
| 45     | Frankie Sanders | SF       | Southern University and A&M College |
| 52     | Earl Williams   | C        | Winston-Salem State                 |
| 53     | Rick Robey      | C        | Kentucky                            |

## Statistiques
| Joueur          | Matchs | Min/m. | % Tir | % LF | Rbds/m. | Pass/m. | Int/m. | Ctrs/m. | Pts/m. |
| --------------- | ------ | ------ | ----- | ---- | ------- | ------- | ------ | ------- | ------ |
| Tiny Archibald  | 69     | 24.1   | .452  | .788 | 1.5     | 4.7     | 0.8    | 0.1     | 11.0   |
| Dennis Awtrey   | 23     | 10.7   | .386  | .800 | 2.0     | 0.9     | 0.1    | 0.3     | 2.2    |
| Tom Barker      | 12     | 10.9   | .438  | .733 | 2.5     | 0.5     | 0.3    | 0.3     | 4.4    |
| Marvin Barnes   | 38     | 20.9   | .491  | .652 | 4.7     | 1.4     | 1.0    | 1.0     | 8.1    |
| Don Chaney      | 65     | 16.5   | .420  | .857 | 2.2     | 1.2     | 1.1    | 0.2     | 5.9    |
| Dave Cowens     | 68     | 37.0   | .483  | .807 | 9.6     | 3.6     | 1.1    | 0.8     | 16.6   |
| Chris Ford      | 78     | 33.7   | .474  | .753 | 3.3     | 4.7     | 1.5    | 0.3     | 15.6   |
| Jeff Judkins    | 81     | 18.8   | .503  | .815 | 2.4     | 1.8     | 1.0    | 0.1     | 8.8    |
| Billy Knight    | 40     | 28.0   | .502  | .808 | 4.3     | 1.7     | 0.8    | 0.1     | 13.9   |
| Cedric Maxwell  | 80     | 37.1   | .584  | .802 | 9.9     | 2.9     | 1.2    | 0.9     | 19.0   |
| Bob McAdoo      | 20     | 31.9   | .500  | .670 | 7.1     | 2.0     | 0.6    | 1.0     | 20.6   |
| Rick Robey      | 36     | 25.4   | .481  | .816 | 7.2     | 2.2     | 0.6    | 0.1     | 12.4   |
| Curtis Rowe     | 53     | 23.1   | .436  | .693 | 4.6     | 1.3     | 0.3    | 0.2     | 6.7    |
| Frankie Sanders | 24     | 9.0    | .462  | .815 | 2.1     | 0.7     | 0.3    | 0.1     | 5.5    |
| Kevin Stacom    | 24     | 10.8   | .391  | .684 | 1.0     | 1.5     | 0.6    | 0.0     | 4.9    |
| Earl Tatum      | 3      | 12.7   | .400  | .800 | 1.3     | 0.3     | 0.0    | 0.3     | 6.7    |
| Jo Jo White     | 47     | 31.0   | .428  | .888 | 2.7     | 4.6     | 1.1    | 0.1     | 12.5   |
| Earl Williams   | 20     | 13.7   | .439  | .583 | 5.3     | 0.6     | 0.6    | 0.5     | 6.1    |